# Victor Charlet
Victor Charlet né le 19 novembre 1993, est un joueur de hockey sur gazon français. Il évolue au poste de défenseur au Waterloo Ducks,, en Belgique et avec l'équipe nationale française.

## Carrière

### Coupe du monde
- Top 8 : 2018[5]

### Championnat d'Europe
- Top 8 : 2015, 2021

### Hockey Series
- : 2018-2019